# Gregorio Stendardi
Gregorio Stendardi, detto Goro da Montebenichi (Montebenichi, ... – ...; fl. XVI secolo), è stato un condottiero italiano, capitano di ventura del XVI secolo.

## Biografia
Grande condottiero che combatté con il famoso Giovanni dalle Bande Nere, poi al servizio della Repubblica fiorentina, e con Francesco Ferrucci fino alla storica e gloriosa rotta di Gavinana. Dopo la caduta della Repubblica, passò al servizio della famiglia Medici, militando prima al servizio del duca di Firenze Alessandro de' Medici e poi del granduca di Toscana Cosimo I rimanendovi fino alla propria morte.
La casa in cui visse Goro è fra gli edifici storici di Montebenichi, nel comune di Bucine, e nel 1902 presso l'edificio è stata posta una lapide commemorativa in suo onore. Giuseppe Cesare Abba ricordò Goro nel suo Da Quarto al Volturno, paragonandone la fedeltà verso Ferruccio a quella di Nino Bixio nei confronti di Garibaldi.
Il genero di Goro, Sebastiano Sanleolini, fu un letterato di una certa notorietà.